# Wzór użytkowy
Wzór użytkowy – nowe i nadające się do przemysłowego zastosowania rozwiązanie o charakterze użytkowym, dotyczące kształtu lub budowy przedmiotu o trwałej postaci albo przedmiotu składającego się ze związanych ze sobą funkcjonalnie części o trwałej postaci. Przed 27 lutego 2020 r. w polskim prawie było to nowe i użyteczne rozwiązanie o charakterze technicznym, dotyczące kształtu, budowy i zestawienia przedmiotu o trwałej postaci, przy czym użyteczność takiego rozwiązania wyraża się możliwością osiągnięcia celu mającego praktyczne znaczenie przy wytwarzaniu lub korzystaniu z wyrobu o cechach wzoru użytkowego.
Ochronie jako wzór użytkowy nie podlegają rozwiązania niezdeterminowane, co do ukształtowania przestrzennego, w szczególności, takie jak:
- sposoby (charakteryzowane przez postępowanie czynnościowe),
- układy elektryczne, hydrauliczne, pneumatyczne bądź algorytmy (charakteryzowane przez strukturę połączeń elementów lub bloków funkcjonalnych),
- wytwory bezpostaciowe, jak np. roztwór, maść, środek spożywczy, lek, itp.[2].

Wzory użytkowe nie obejmują aspektów estetycznych przedmiotów, które są przedmiotem ochrony przez wzory przemysłowe. Wzory przemysłowe, z kolei, koncentrują się na wyglądzie zewnętrznym produktu, jego kształcie, wzorach lub kolorach, nie biorąc pod uwagę aspektów funkcjonalnych.
Od wzoru użytkowego wymaga się, aby w dacie pierwszeństwa był nowy i cechował się charakterem technicznym (może być on więc rozwiązaniem wynikającym w sposób oczywisty ze stanu techniki). Pozwala to na konwersję zgłoszenia wynalazku na zgłoszenie wzoru użytkowego z zachowaniem pierwotnej daty zgłoszenia, jeżeli urząd patentowy odmawia udzielenia patentu na wynalazek, który zdaniem eksperta Urzędu jest oczywisty dla znawcy. Konwersja ta możliwa jest tylko dla rozwiązań, które same w sobie są wzorami użytkowymi.
Na wzór użytkowy (niem. Gebrauchsmuster, ang. utility model) udzielane jest prawo ochronne, które upoważnia właściciela do wyłącznego korzystania ze wzoru użytkowego w sposób zarobkowy lub zawodowy na całym obszarze kraju. Czas trwania prawa ochronnego na wzór użytkowy jest znacznie krótszy od czasu trwania patentu i wynosi 6 lub 10 (w Polsce) lat od daty dokonania zgłoszenia w Urzędzie Patentowym, pod warunkiem dokonania jego odpowiednich przedłużeń przed upływem 3, 5 i 8 lat od wspomnianej daty. Utrzymywanie ochrony staje się niemożliwe w przypadku, gdyby doszło do unieważnienia wzoru użytkowego na podstawie decyzji wydanej w wyniku przeprowadzonego postępowania.
W wielu krajach (np. w Niemczech i Austrii) nie bada się nawet nowości wzoru użytkowego – uzyskuje on ochronę po spełnieniu minimum wymogów formalnych (procedura rejestracyjna).

## Procedura zgłoszenia wzoru użytkowego

### Złożenie zgłoszenia
Zgłoszenie wzoru użytkowego może być dokonane osobiście w siedzibie Urzędu Patentowego RP, drogą pocztową, telefaksem, bądź elektronicznie za pośrednictwem Platformy Udostępniania Elektronicznych Usług Urzędu Patentowego. Wszystkie te formy zgłoszenia podlegają precyzyjnym wymogom formalnym.
Do formularza zgłoszeniowego należy dołączyć kompletny zestaw dokumentów, obejmujący:
- Podanie o rejestrację wzoru użytkowego,
- Rysunek wzoru użytkowego, przedstawiający go w sposób jasny i precyzyjny,
- Opis techniczny wzoru użytkowego,
- Skrót opisu wzoru użytkowego,
- Zastrzeżenie ochronne, które potwierdza, że zgłaszający jest uprawniony do ubiegania się o ochronę,
- Ewentualne pełnomocnictwo wraz z dowodem uiszczenia opłaty skarbowej.

W przypadkach uzasadnionych, konieczne jest przedstawienie dodatkowych dokumentów, takich jak dowód pierwszeństwa oraz oświadczenie zgłaszającego o podstawie do korzystania z uprzedniego pierwszeństwa. Te elementy potwierdzają, że wzór użytkowy nie był wcześniej zgłoszony ani opublikowany.

### Ochrona i rejestracja
Po złożeniu kompletnego zgłoszenia, Urząd Patentowy RP przeprowadza badanie formalne i merytoryczne. 
Opis zgłoszonego wzoru wraz z dołączonymi rysunkami zostaje opublikowany przez Urząd Patentowy po upływie 18 miesięcy od daty zgłoszenia. Od momentu publikacji wszyscy zainteresowani mają możliwość składania sprzeciwu wobec przyznania ochrony zgłoszonemu wzorowi użytkowemu. Publikacja opisu wzoru użytkowego stanowi ważny etap w procesie ochrony prawnej, umożliwiający rozpoczęcie biegu okresu, w którym możliwe jest zgłaszanie sprzeciwów. Ten mechanizm zapewnia równowagę pomiędzy interesami wnioskodawcy a ochroną interesów publicznych i praw osób trzecich. 
W przypadku pozytywnej oceny, wzór użytkowy zostaje zarejestrowany, a jego posiadacz uzyskuje ekskluzywne prawo do korzystania z niego na terenie Polski. 
W 2022 r. do Urzędu Patentowego RP wpłynęły 673 zgłoszenia dotyczące wzorów użytkowych, udzielono 556 praw ochronnych na wzory użytkowe 556. Na dzień 31 grudnia 2022 r. w mocy było 3 529 zarejestrowanych wzorów użytkowych. 